# Langelt
Der Langelt ist ein Naturschutzgebiet in der niedersächsischen Gemeinde Vrees in der Samtgemeinde Werlte im Landkreis Emsland.

## Allgemeines
Das Naturschutzgebiet mit dem Kennzeichen NSG WE 310 ist 50,1 Hektar groß. Es ist deckungsgleich mit dem gleichnamigen FFH-Gebiet. Das Naturschutzgebiet ist vollständig vom Landschaftsschutzgebiet „Waldgebiete auf dem Hümmling“ umgeben. Das Landschaftsschutzgebiet ist im Bereich des Naturschutzgebietes in diesem aufgegangen. Das Gebiet steht seit dem 23. November 2018 unter Naturschutz. Zuständige untere Naturschutzbehörde ist der Landkreis Emsland.

## Beschreibung
Das Naturschutzgebiet liegt zwischen Friesoythe und Werlte innerhalb des Eleonorenwaldes, der sich über mehr als 2000 Hektar erstreckt. Es stellt einen Eichenwald auf Sandboden als Rest eines früheren Nieder- und Hutewald auf einem historisch alten Waldstandort unter Schutz. Der Wald stockt in einer Grundmoränenlandschaft im Nordosten des Hümmlings. Dominierende Baumarten sind Stiel- und Traubeneiche, teilweise sind auch alte Buchen zu finden. Eine Strauchschicht fehlt größtenteils, die Krautschicht wird von Gräsern und Adlerfarn dominiert. Dazu gesellen sich Heidelbeere sowie Rankender Lerchensporn, Zweiblättrige Schattenblume, Wiesen-Wachtelweizen und Siebenstern.
Der Wald ist Lebensraum des Rothirsches, der hier Anfang des 20. Jahrhunderts wieder angesiedelt wurde, sowie von Damhirsch, Reh und Wildschwein. Die Avifauna ist u. a. durch Buchfink, Kohl- und Blaumeise, Gartenbaumläufer und Baumpieper sowie Hohltaube, Schwarzspecht und Kleinspecht vertreten.
Im Langelt sind stellenweise Reste alter Heideflächen, Grünlandflächen und flache Tümpel zu finden. In den Heideflächen siedelt Besenginster, ansonsten werden sie von Pfeifengras dominiert. Die Tümpel sind von unterschiedlich ausgeprägten Flatterbinsen- und Kleinseggengürteln umgeben. Sie beherbergen Schwimmendes Laichkraut und Flutenden Schwaden. In einem der Gewässer haben sich flutende Torfmoosrasen ausgebildet. Die Tümpel sind Lebensraum von Grasfrosch, Teichfrosch, Erdkröte, Teichmolch und vereinzelt Bergmolch.
Neben Vögeln und Amphibien hat der Wald besondere Bedeutung für verschiedene Fledermaus- und Käferarten. Der Wald wird extensiv von Rindern und Schalenwild beweidet.